# Avicularia bicegoi
Avicularia bicegoi är en spindelart som beskrevs av Cândido Firmino de Mello-Leitão 1923. 
Avicularia bicegoi ingår i släktet Avicularia och familjen fågelspindlar. Inga underarter finns listade.

## Bildgalleri

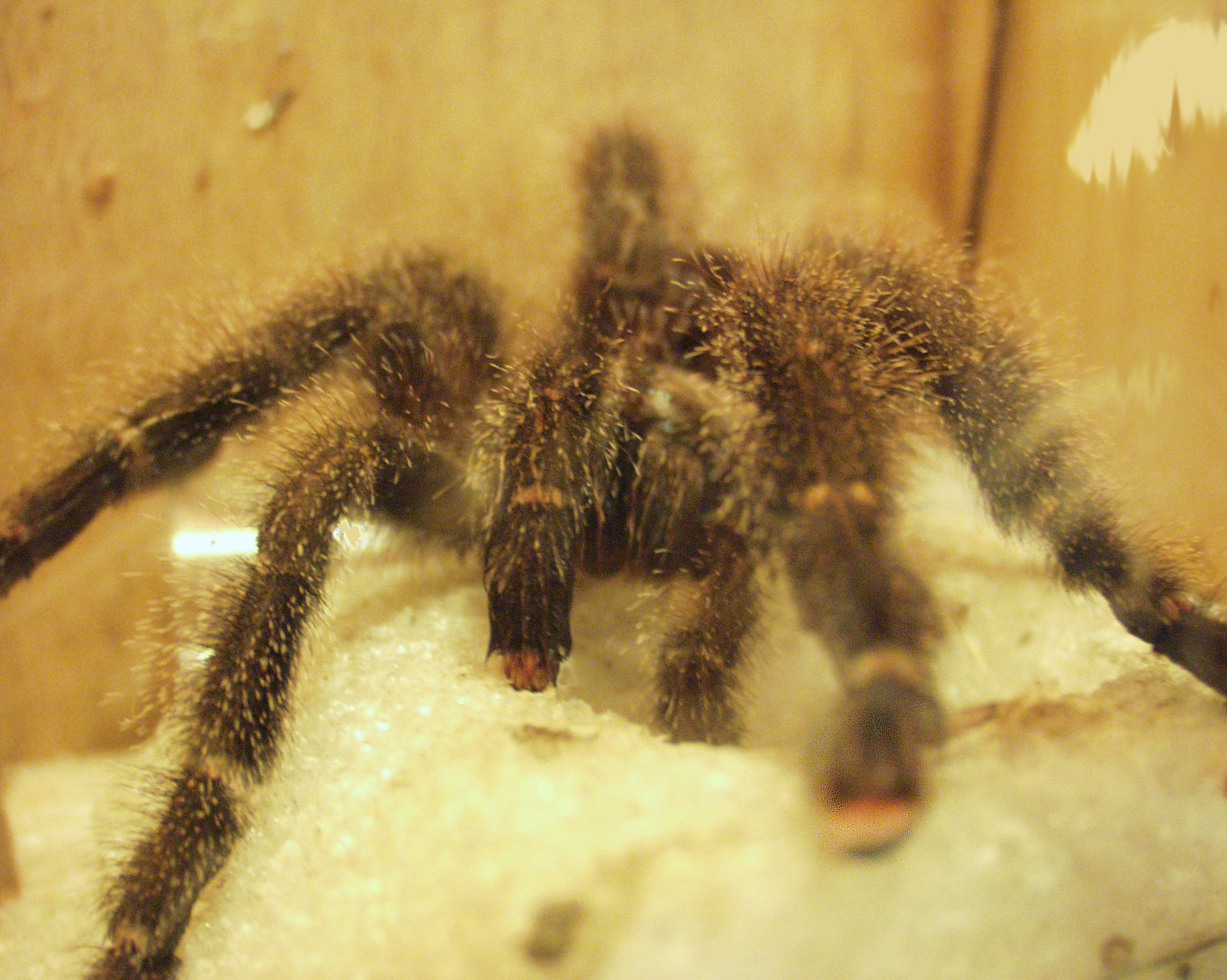